# Llamada divina
La Llamada divina, Llamada unitaria, o da'wat at-tawḥīd es el período de tiempo druso que fue abierto al atardecer del jueves 30 de mayo de 1017 por califa fatimí al-Hákim bi-Amrillah y cerrado en el año 1043 por Al-Muqtana Baha'uddin, prohibiendo en adelante a cualquier otra persona convertirse a la religión drusa.

## Historia
La Llamada se suspendió brevemente entre el 19 de mayo de 1018 y el 9 de mayo de 1019, durante la apostasía de Muhammad al-Darazi y de nuevo entre 1021 y 1026 durante un período de persecución por parte de Ali az-Zahir para aquellos que habían jurado aceptar la Llamada. Las persecuciones comenzaron cuarenta días después de la desaparición en ocultación de al-Hákim bi-Amrillah, quien se pensaba que había estado convirtiendo a la gente a una fe unitaria durante más de veinte años antes. Al-Hákim convenció a algunos seguidores herejes como Al-Darazi de su divinidad soteriológica y declaró oficialmente la Llamada divina después de emitir un decreto que promovía la libertad religiosa.

Eliminad las causas del miedo y el distanciamiento de vosotros mismos. Eliminad la corrupción del engaño y la conformidad. Tened la certeza de que el Príncipe de los Creyentes os ha dado libre albedrío, y os ha evitado el problema de disfrazar y ocultar vuestras verdaderas creencias, para que cuando trabajéis podáis mantener vuestras obras puras para Dios. Lo ha hecho así para que cuando renunciéis a vuestras creencias y doctrinas anteriores no os apoyéis en tales causas de impedimentos y pretensiones. Al comunicaros la realidad de su intención, el Príncipe de los Creyentes os ha ahorrado cualquier excusa para hacerlo. Os ha instado a declarar abiertamente vuestras creencias. Estáis ahora a salvo de cualquier mano que os pueda hacer daño. Podéis encontrar descanso en su seguridad de que no seréis perjudicados. Que los presentes transmitan este mensaje a los ausentes para que sea conocido tanto por la gente distinguida como por la común. Así se convertirá en una regla para la humanidad; y la Sabiduría Divina prevalecerá durante todos los días venideros.

La Llamada convocó a la gente a una verdadera creencia unitaria que eliminaba todos los atributos (sabio, justo, exterior, interior, etc.) de Dios. Promovió el monoteísmo absoluto y los conceptos de apoyo al prójimo, el verdadero discurso y la búsqueda de la unidad con Dios. Estos conceptos sustituyeron a todos los rituales, leyes y dogmas y los requisitos para la peregrinación, el ayuno, los días festivos, la oración, la caridad, la devoción, la profesión de fe y la adoración particular de cualquier profeta o persona fueron minimizados. La ley islámica se opuso y las tradiciones drusas iniciadas durante la convocatoria continúan hoy en día, como la reunión para la lectura, la oración y la reunión social un jueves en lugar de un viernes en los khalwats en lugar de las mezquitas. Estas reuniones y tradiciones no eran obligatorias y se animaba a la gente a buscar un estado de cumplimiento de la verdadera ley de la naturaleza que rige el universo. La Epístola 13 de las Epístolas de Sabiduría la llamó «Una doctrina espiritual sin ninguna imposición ritualista». La época de la Llamada se consideró una revolución de la verdad, con misioneros predicando su mensaje por todo Oriente Medio. Estos mensajeros fueron enviados con las epístolas drusas y tomaron votos escritos de los creyentes, cuyas almas se cree que todavía existen en los drusos de hoy. Se cree que las almas de los que hicieron los votos durante la Llamada se reencarnan continuamente en las generaciones sucesivas de drusos hasta el regreso de Al-Hákim para proclamar una segunda Llamada divina y establecer una edad de oro de justicia y paz para todos.
En 1043 Al-Muqtana declaró que la secta ya no aceptaría nuevas promesas, y desde entonces se ha prohibido el proselitismo en espera del regreso de Al-Hákim el Día del Juicio para iniciar una nueva edad de oro.